# Karol Malankiewicz
Karol Malankiewicz (ur. 12 marca 1802 w Dzikowie w Galicji, zm. 13 października 1877 w Paryżu) – uczestnik powstania listopadowego, malarz.  

## Życiorys
Był synem Bazylego i Marianny z domu Mroczek. W armii Królestwa Kongresowego od 1 lipca 1824. Władze wojskowe skierowały go do Szkoły Podchorążych w Warszawie. 
W powstaniu był aktywnym uczestnikiem Nocy Listopadowej. W czasie powstania awansował do stopnia porucznika 13 czerwca 1831. Za swoje zasługi w czasie walk otrzymał 8 czerwca 1831 złoty krzyż nr 1551. 5 października 1831 wraz z generałem Maciejem Rybińskim przekroczył granicę z Królestwem Prus. Został internowany. Po zwolnieniu z internowania udał się na emigrację.
W styczniu 1832 przybył do Francji. Umieszczono go w zakładzie w Awinionie. Tam kopiował obrazy w muzeum. 19 grudnia 1832 opowiedział się za Radą Awiniońską przeciw autorom manifestu. 30 czerwca 1833 przybył do Tulle, 16 sierpnia do Paryża. W stolicy podjął studia malarskie, między innymi u Horace’a Verneta i Paula Delaroche’a. W maju 1835 został członkiem Towarzystwa Politechnicznego Polskiego. Wystawiał swe prace na paryskich salonach. 11 listopada 1852 w Rodez podpisał adres do Napoleona III z wyrazami wierności po powstaniu cesarstwa. W 1876 w Moulins przystąpił do Instytucji Czci i Chleba. Ostatnie lata życia spędził w zakładzie św. Kazimierza. Ożenił się z Caroline Beauloin. Miał syna Karola. Umarł 13 października 1877 w zakładzie św. Kazimierza. Pochowano go na cmentarzu w Ivry-sur-Seine. 
13 lutego 1832 skazano go zaocznie na karę śmierci za udział w powstaniu listopadowym. Jednak 16 września 1834 car Mikołaj I zmienił wyrok na wieczną banicję. Jego majątek uległ konfiskacie w 1834. 